# Fjellsrud
Fjellsrud är en tätort i Lillestrøms kommun i Akershus fylke i sydöstra Norge. Orten ligger cirka 26 kilometer ifrån huvudstaden Oslo. Den hade 936 i invånarantal 1 januari 2022
Tidigare har orten tillhört dåvarande Fets kommun.